# Memphis laertes
Espèce
Memphis laertes est une espèce d'insectes lépidoptères (papillons) de la famille des Nymphalidae, de la sous-famille des Charaxinae et du genre Memphis.

## Dénomination
Memphis laertes a été décrit par Pieter Cramer en 1775 sous le nom initial de Papilio laertes.
Synonymes : Papilio eribotes Fabricius, 1775; Anaea laërtias Hübner, [1819]; Anaea eribotes halli Kaye, 1914; Anaea testacea Röber, 1916; Anaea eribotes .

## Description
Memphis laertes est un papillon aux ailes antérieures à bord costal bossu, angle interne en crochet, bord interne concave et aux ailes postérieures munies chacune d'une queue.
Le dessus des ailes est marron très foncé foncé avec une partie basale bleu métallisé plus ou moins importante et chez la femelle une tache préapicale blanche aux ailes antérieures.
Le revers est ocre jaune brillant, et simule une feuille morte.

## Écologie et distribution
Memphis laertes est présent à Trinité-et-Tobago, au Brésil, au Surinam et en Guyane,,.

### Protection
Pas de statut de protection particulier.